# Schneehöhensensor

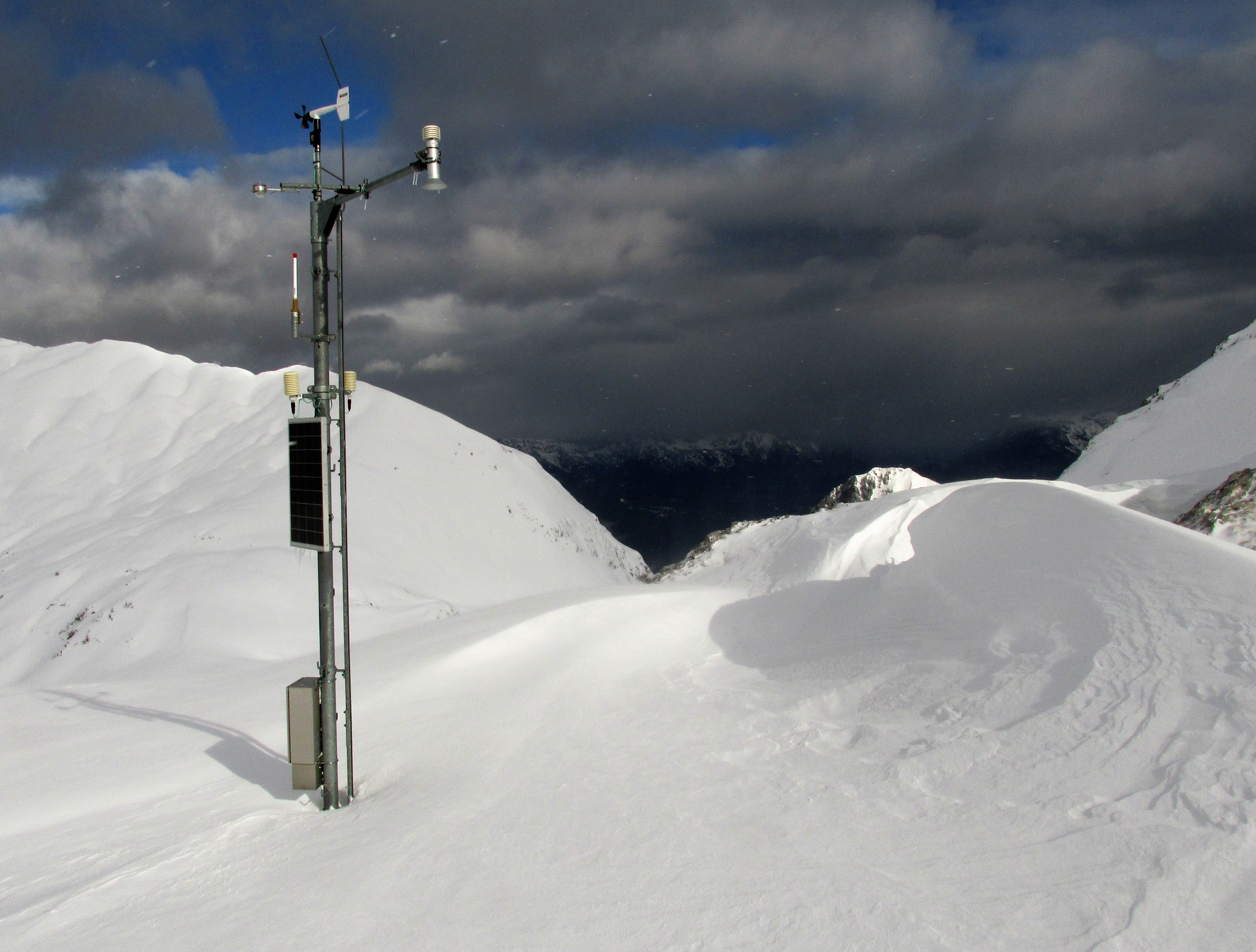
Eine automatische Messstation mit Ultraschall-Schneehöhensensor in den Berchtesgadener Alpen

Der Schneehöhensensor ist ein Messgerät zur Bestimmung der Höhe einer Schneedecke. 

## Ausbildung von Schneedecken
Die Erfassung der Schneehöhe ist ein wichtiger Parameter zur Erfassung der Schneedecke im Gelände. Deren Ausbildung unterliegt starken räumlichen und zeitlichen Schwankungen. Einflussfaktoren sind hierbei die Entwicklung der Schneedecke unter dem Einfluss des weiteren Wettergeschehens (Lufttemperatur, Wind, Strahlung…), die Geländebeschaffenheit, sowie die räumliche Verteilung der Niederschläge in einem Gebiet. Auf Grund dieser Faktoren ist die Auswahl der geeigneten Messstelle maßgeblich verantwortlich dafür, ob diese repräsentativ für eine Örtlichkeit ist.

## Messprinzip und Messgenauigkeit

### Ultraschall-Schneehöhensensor
Das Messprinzip des Sensors beruht meist auf der Laufzeitmessung eines Ultraschallimpulses. Der Sensor sendet mehrere energiereiche Impulse zur Schneedecke und empfängt danach die von ihr reflektierten Signale. Anhand der benötigten Laufzeit der Ultraschallsignale errechnet der Sensor die aktuelle Schneehöhe. Die Lufttemperatur übt dabei einen enormen Einfluss auf die Laufzeit des Ultraschallimpulses aus. Der Schneehöhensensor sollte deshalb über eine Temperaturkompensation verfügen. Diese bezieht den Einfluss der Lufttemperatur auf die Laufzeit der Ultraschallsignale in die Berechnung der Schneehöhe mit ein. Weiter ist zu beachten, dass der Sensor eine intelligente Messwertaufbereitung besitzt, die eine Filterung von Schnee- oder Regenniederschlägen durchführt, um Störreflexionen zu beseitigen, damit eine zuverlässige Messung auch bei Schlechtwetter gewährleistet wird.

### Laser-Schneehöhensensor
Ein anderes Messverfahren von Schneehöhen basiert auf der Laserentfernungsmessung. Dieses ist im Vergleich zur Ultraschallmessung nicht temperaturabhängig.

## Auswahl der Messstelle
Die richtige Auswahl und Platzierung der Messstelle ist von großer Bedeutung. Das zu erfassende Messfeld sollte möglichst flach, windgeschützt und lawinensicher sein. Steile Hänge, Mulden, Geländekanten oder große Felsen in unmittelbarer Nähe zur Messstelle sollten vermieden werden. Eine starke Neigung des Schneefelds birgt die Gefahr, dass die Schneedecke ins Rutschen kommen kann und damit das Messergebnis verfälscht wird. Um eine einwandfreie Messung zu gewährleisten, muss der Sensor parallel zum Boden ausgerichtet werden. Geringfügige Neigungen des Untergrunds können durch eine korrekte Ausrichtung des Sensors mittels der mitgelieferten Halterung kompensiert werden. Weiterhin sollte die zu erwartende Schneehöhe an der Messstelle im Voraus abgeschätzt werden, um die geeignete Montagehöhe des Sensors zu gewährleisten.